# Korowelang (Sulang)
Korowelang is een bestuurslaag in het regentschap Rembang van de provincie Midden-Java, Indonesië. Korowelang telt 469 inwoners (volkstelling 2010).